# 木村康則
木村 康則（きむら やすのり）は、日本の地方公務員 (技術系公務員) 。東京都水道局建設部長、日本水道協会工務部長を経て日本ダクタイル鉄管協会技監、関東支部長、理事長。

## 経歴
1970年 (昭和45年) 東京都庁入庁。水道局に配属され、1978年までは水道管路を、1979年以降は大規模浄水場の設計・施工を担当。水運用課長、設計課長、技術指導課長、浄水課長、水源管理事務所所長、多摩水道改革推進本部技術調整担当部長、建設部長を歴任し、2012年 (平成24年) 退職。
同年から日本水道協会。工務部次長 (技術課長) 、工務部長 （水道技術総合研究所兼務）。水道施設設計指針、水道維持管理指針、水道事業ガイドライン改定を担当。熊本地震によって発生した濁水対応などを務めた。
2017年から日本ダクタイル鉄管協会関東支部長。就任挨拶で管路の耐震化・更新の重要性を説いた。2022年6月より同協会理事長。2023年6月 第75回定時総会で田村聡志を後任として退任。
技術士（上下水道部門）資格を持つ。

## 書籍・執筆
- 日本水道協会協会誌[1]
- ダクタイル鉄管協会誌
- 機関誌「日本の水道鋼管」[2]